# Tssスーパータイム
『tssスーパータイム』（ティーエスエス スーパータイム）は、1987年10月5日から1997年3月30日までテレビ新広島で放送された夕方のローカルワイドニュース番組（『FNNスーパータイム』の広島県ローカルパート）。

## 概要
前番組『FNN tssワイドニュース』を、フジテレビおよびFNN系列各局（一部除く）放送番組のタイトルに合わせて改題した番組。正式タイトルは『FNN tssスーパータイム→tssスーパータイム FNN』。
後番組は『tssザ・ヒューマン』。

## 放送時間
- 月曜日 - 金曜日 18:00 - 18:55、土曜日 18:00 - 18:30、日曜日 17:30 - 18:00（1987年10月5日 - 1997年3月30日）

## 歴代ニュースキャスター
| 期間      | 期間      | 男性     | 女性     |
| --------- | --------- | -------- | -------- |
| 1987.10.5 | 1992.10.2 | 笠間雅一 | 松本京子 |
| 1992.10.5 | 1996.9.27 | 棚田徹   | 松本京子 |
| 1996.9.30 | 1997.3.28 | 棚田徹   | 古沢知子 |

## 備考
- 最終キャスターの棚田と古沢は、2000年度から『ひろしま満点ママ!!』の総合司会を務めている。